# 赤い帆 (祭り)

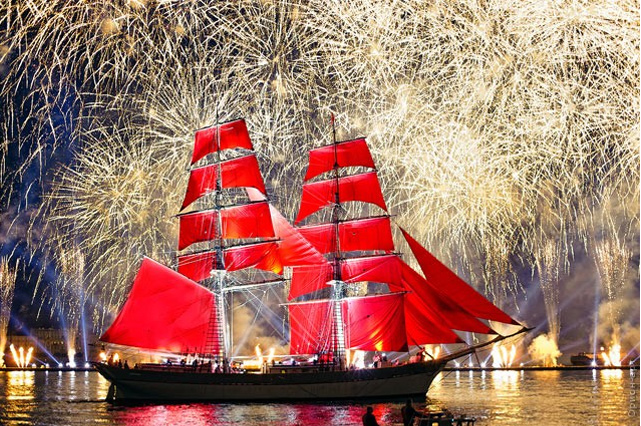
「赤い帆」祭りのハイライトのひとつ

赤い帆 (あかいほ、ロシア語: Алые паруса＝アールイェ・パルサー、英語: Scarlet Sails）はロシアの大都市サンクトペテルブルクで毎年6月の夏至のころに「白夜祭」として行われる祭りである。冬宮殿前の宮殿広場に巨大な赤い帆が飾られて、ネフスキー大通りなどの街中にも赤い帆のシンボルマークが飾られて、音楽など様々な行事が行われ、最近は100万人の観光客であふれるといわれている。この祭りの歴史はそう古くなく、第2次世界大戦後に高校卒業生がアレクサンドル・グリーン（ロシア語: Грин, Александр Степанович）の童話「赤い帆」（1922年）にちなんで卒業を祝う行事を行なって以来という。

## 参照項目
- 白夜祭